# Асен Босев
Асен Иванов Босев е български поет, автор на детско-юношеска литература, журналист и преводач от руски език. Творчеството му за деца се отличава с хумора си.

## Биография
Роден е на 22 ноември 1913 г. в село Руска Бела, Врачанско. Учи в родното си село, в гимназия във Враца и в педагогическо училище в Берковица. Още в ученическите си години възприема комунистическите идеи.
През 1932 – 36 г. учителства в родния си край. Тогава печата и първите си стихотворения.
През 1937 г. се установява в София, където завършва дипломация в Свободния университет (сега УНСС) и право в Софийския университет (1942). Същевременно работи като журналист във в. „Заря“. Активен сътрудник е на сп. „Росица“ и в. „Детски глас“. Печата също в сп. „Светулка“, „Детска радост“ и др.
През 1942 – 44 г. е затварян в концентрационния лагер „Кръсто поле“ (Еникьой), Ксантийско, по-късно е интерниран в лагера „Св. Врач“ край град Свети Врач (Сандански).
След 9 септември 1944 г. е зам.-гл. редактор на в. „Заря“, а по-късно редактор във в. „Работническо дело“. Босев е един от основателите и пръв гл. редактор (1945 – 52) на в. „Септемврийче“. През 1953 – 55 г. е съветник по културните въпроси в българското посолство в Москва. От 1961 до 1965 г. е гл. редактор на в. „Стършел“. Инициатор е за основаването на Дом на литературата и изкуствата за деца и юноши в София и пръв негов директор. Един от учредителите и първи председател на Българската секция на Международния съвет по детската книга към ЮНЕСКО.
Автор на текста на марша на Димитровската пионерска организация „Септемврийче“.
Превежда разкази за деца от Лев Толстой, детски стихотворения от Корней Чуковски, Сергей Михалков, Агния Барто. Много негови творби са преведени на руски, украински и др. езици.
През 1950 г. на Асен Босев е присъдена Димитровска награда, а по-късно е удостояван и със званията „Заслужил деятел на културата“ (1965), „Народен деятел на културата“ (1972). През 1973 г. „по случай 60-годишнината от рождението му и за неговата активна и ползотворна дейност в областта на литературата за деца“ е награден с Орден „Народна република България“ I степен.
Номиниран е за наградата „Ханс Кристиян Андерсен“ през 1986 г. и е включен в почетния Андерсенов списък.
Носител на националната награда „Петко Р. Славейков“ (1972) и на наградата за детска литература „Калина Малина“ (1987).
Член на Съюза на българските писатели, член на БКП.
Умира на 24 април 1997 г. в София.
Баща е на белетриста Росен Босев и на художника Красимир Босев и е дядо на журналиста Росен Босев. Брат е на Крум Босев (1920 – 2011) – журналист и дипломат, първия българин, стъпил на Северния полюс на 25 ноември 1958 г.

## Памет
На Асен Босев е наречена улица в квартал „Дружба“ в София (Карта).

## Произведения
- „Гатанки, премятанки и занималки“ (1996)
- „От все сърце“ (1988)
- „Една торбичка смешки“ (1976)
- „Хитър Петърчо“ (1970)
- „Книжко моя, сладкодумна“ (1970)
- „Шейничка с парашут“ (1964)
- „Чудо нечувано“ (1959)
- „Не правете като тях, да не станете за смях“ (1953)
- „Млад юнак-здравеняк“ (1948)

## Награди
- Орден „Народна република България“ I степен (1973)